# Brachylophon acuminatum
Brachylophon acuminatum là một loài thực vật có hoa trong họ Malpighiaceae. Loài này được (Engl.) Engl. mô tả khoa học đầu tiên năm 1915.